# Sperone di gallo
La Sperone di gallo è una cultivar di olivo da olio e da mensa coltivata in un ristretto areale a ridosso del fiume Tappino affluente del Fortore nella provincia di Campobasso, soprattutto nei paesi di Campodipietra, Gambatesa, Gildone, Jelsi, Macchia Valfortore, Mirabello Sannitico, Monacilioni, Pietracatella, Riccia, Toro, Tufara, San Giovanni in Galdo e Sant'Elia a Pianisi, ma pure a Venafro, Pozzilli, Sesto Campano, Baranello, Busso, Colle d'Anchise, Oratino e San Giuliano del Sannio.  
È conosciuta anche con altri sinonimi.

## Descrizione; caratteri fenologici ed agronomici
È elevata la resistenza al freddo e agli stress idrici. Gli alberi hanno un portamento espanso di notevoli dimensioni. Particolare è la drupa, che si distingue nel panorama varietale italiano per la sua forma lunga, liscia, curvata da un lato e convessa dall'altro. A maturazione avanzata raggrinzisce, prendendo la forma di uno sperone di gallo, dal quale prende il nome.